# Sherlock Holmes Baffled
Sherlock Holmes Baffled, traducibile letteralmente in italiano come Sherlock Holmes perplesso, è un cortometraggio muto statunitense, diretto da Arthur Marvin nel 1900 e registrato ufficialmente nel 1903. È il primo adattamento cinematografico conosciuto del detective Sherlock Holmes, creato dallo scrittore inglese Arthur Conan Doyle. È considerato la prima pellicola di mistero conosciuta, soprattutto per l'inclusione del personaggio di Holmes. Nel film, un ladro che può apparire e scomparire a suo piacimento, grazie alla tecnica del trucco della sostituzione, ruba una serie di oggetti a Holmes che usa tutte le sue forze per catturarlo.
Originalmente prodotto nel 1900 per la casa di produzione «Mutoscope» e registrata nel 1903, Sherlock Holmes Baffled dura soltanto 30 secondi. Non si conosce il nome degli attori. Considerata per anni una pellicola persa, fu riscoperta nel 1968 con i suoi fotogrammi impressi su carta nella Biblioteca del Congresso dei Stati Uniti.

## Produzione
La pellicola - che fu prodotta dall'American Mutoscope e Biograph Company, meglio conosciuta semplicemente come Biograph - doveva essere riprodotta in un Mutoscopio, un dispositivo cinematografico arcaico, inventato da Herman Casler nel 1894. Come il Kinetoscopio di Thomas Edison, il Mutoscopio non si proiettava su un schermo e le immagini potevano essere viste da una persona alla volta. Più economico e semplice dell'invenzione di Edison, il sistema del Mutoscopio dominò rapidamente il mercato delle pellicole di Peep Show, incorporate a macchine che potevano attivarsi per mezzo di monete.
Il Mutoscopio funzionava con lo stesso principio che un folioscopio, con immagini individuali impresse su carte flessibili unite a una struttura circolare che poteva essere girata a mano. Le carte erano illuminate da una serie di bulbi situati dentro la macchina, un sistema sviluppato dal fratello di Arthur Marvin, Henry, uno dei fondatori della compagnia Biograph. Le prime macchine dipendevano della luce naturale riflessa.
Per evitare di violare i brevetti di Edison, le camere Biograph dal 1895 al 1902 usavano un formato più grande di pellicola, con 60 millimetri di larghezza, con una area di immagine di 2 × 2½ pollici, quattro volte maggiori della pellicola da 35 millimetri di Edison. Le pellicole Biograph non erano forate, bensì era la camera stessa che forava ogni lato della carta secondo come erano esposte a una velocità di 30 immagini per secondo. Sherlock Holmes Baffled misura 86,56 metri di lunghezza, con un totale di 30 secondi di durata (anche se questo tempo, nella pratica, poteva variare giacché la velocità di esposizione dipendeva dell'azione manuale dell'utente).
Il regista di Sherlock Holmes Baffled fu Arthur Weed Marvin, un cameramen assunto dalla Biograph che girò intorno alle 418 pellicole tra il 1897 e il 1911. Fu assunto per lavorare come cameraman per i primi film diretti da David Wark Griffith. Non si conosce il nome degli attori che interpretarono Holmes e il ladro.
Le pellicole prodotte per la Biograph fino al 1903 erano principalmente documentari in cui si riprendevano persone, luoghi e eventi reali, ma Sherlock Holmes Baffled è uno dei primi esempi di pellicole narrative e comiche prodotte nello studio della compagnia a Broadway, New York. Secondo quanto viene dichiarato in Sherlock Holmes Handbook di Christopher Redmond, il film venne girato il 26 aprile del 1900.

## Distribuzione
Julie McKuras afferma che il film fu distribuito nel maggio del 1900, l'anno in cui fu girato: ma, nonostante fosse in circolazione, non venne registrato fino al 24 febbraio del 1903 come appare nel copyright della pellicola. Alcuni autori datano il film al 1905, convinzione dovuta probabilmente alla confusione con un'altra pellicola, Adventures of Sherlock Holmes (1905), prodotta per la Vitagraph.